# 優子鈴
優子鈴（ゆこりん、7月28日 - ）は、大阪府出身の水彩画家、イラストレーター。女性。

## 経歴
大阪府生まれ。独学で水彩を始め、2021年より活動を開始。
美少女イラスト・ポップカルチャーイラストを透明水彩を中心としたアナログ画材で制作しており、SNSへの作品投稿だけでなく、YouTube『ゆこりん水彩アトリエ』を中心とした動画制作に加え、個展を毎年開催するなど原画の鑑賞機会を大切に活動している。
産経新聞社が主催する『絵師100人展 13』『絵師100人展 14』では、大半の絵師がデジタルイラストで参加する中で水彩原画を展示。『絵師100人展 14』では展覧会の守り神である百ちゃん（CV : 佐倉綾音）と千ちゃん(CV : 伊藤美来）が解説を務める音声ガイド収録作家に選ばれ、作画動画も収録された。
2023年12月にはNHK文化センター名古屋『オンライン講演会 水彩デモンストレーション』の講師も務め、武蔵野美術大学「令和5年度 芸術系教科等担当教員等 全国研修会」(文化庁主催) に協力。
翌2024年9月に開催された銀座三越のギャラリーでの個展『PAINTISM』では、「ポップカルチャーイラストを絵画(=Painting)に」というテーマに意欲的に挑み、イラストや絵画を取り巻くテクノロジーが目まぐるしく発展する今日、「人が描く(=Paint)ことの価値」やポップカルチャーイラスト／芸術の認識などについても向き合い、作品を制作した。
丸善美術商事の公式アンバサダーも務め、フランス独自のEPV（無形文化財企業）に認定された最高品質の紙を製造するアルシュ(ARCHES®︎)の公式サイトギャラリーに作品およびプロフィールが掲載されるなど、活動の幅を広げている。

## 作品・実績

### 書籍

#### 画集 / 作品集
- 『優子鈴 作品集&イラストメイキング 透明水彩で描く可憐な美少女』（株式会社ホビージャパン）[16]
- 『少ない色数ではじめる！透明感のある女の子イラスト』（株式会社マール社）[3]

#### 掲載 / 寄稿
- 『スモールエス64号』イラストメイキング（株式会社復刊ドットコム）[17]
- 富士見L文庫 『大正着物鬼譚 花街の困り事、承ります』 表紙イラスト（株式会社KADOKAWA）[18]
- 『百花繚乱 FLOWER and GIRLS STYLE ILLUSTRATIONS』寄稿（株式会社グラフィック社）[19]
- 『透明水彩で描くキャラクターイラスト』 寄稿（株式会社マイナビ出版）[20]
- 『VISIONS 2023 ILLUSTRATORS BOOK』 掲載（株式会社KADOKAWA）[21]
- 『ILLUSTRATION 2023』 掲載（株式会社翔泳社）[22]
- 『スモールエス72号』イラストメイキング[23]
- 『コミックNOAN vol.9』 表紙イラスト（株式会社ぶんか社）[24]
- スターツ出版文庫 『さよなら、2%の私たち（丸井とまと ／著）』 表紙イラスト（スターツ出版株式会社）[25]
- 『Imagine FX #237』 (イギリス・ファンタジーアート雑誌)掲載[6]
- 『スモールエス78号』表紙イラスト（株式会社パイ インターナショナル）[26]

### 展示 / イベント

#### 個展
- 『New Color』in TOKYO PiXEL. shop & gallery（主催：株式会社オオズ）、2022年8月[27]
- 『tone』 in GoFa、2023年4月[28]
- 『OverlappY(おーばーらっぴー)』 in 文房堂神田店 Gallery Cafe、2023年9月[29]
- 『水の都』 in 阪神梅田本店、2024年2月[30]
- 『PAINTISM』 in 銀座三越、2024年9月[2]
- 『PAINTISM』 in 博多阪急、2025年3月[31]
- 『花結』in 文房堂神田店 Gallery Cafe、2025年4月[32]

#### その他
- エス/SS Art Exhibition Vol.1 in 新宿マルイ アネックス[6]
- 画人画廊 Artman Gallery ペーパー3DキャンバスWeb展示販売（株式会社カワチ）[6]
- クリエイターズポスカ・画集展”A lot!” in TSUTAYA BOOKSTORE 下北沢（株式会社ACG）[33]
- 『マルマンフェア2022』描き下ろし原画展示（マルマン株式会社）[34]
- 東京都美術館 『第48回 美術の祭典 東京展』水彩原画出展【奨励賞受賞】[35]
- 産経新聞社『絵師100人展 13』水彩原画展示[8]
- 銀座 伊東屋 本店　水彩原画展示[36]
- カワチ画材心斎橋店　画集出版記念イベント、サイン会[37]
- 産経新聞社『絵師100人展 13 大阪展』サイン会[8]
- ggGALLERY ポップアップストア in 上野マルイ（株式会社マイム・コーポレーション）[38]
- 東京都美術館『第49回 美術の祭典 東京展』水彩原画出展[35]
- 武蔵野美術大学「令和5年度 芸術系教科等担当教員等 全国研修会」(文化庁主催)　協力[12][13]
- オンライン講演会　水彩デモンストレーション（株式会社NHK文化センター）[11]
- ggGALLERY ポップアップストア in 北千住マルイ（株式会社マイム・コーポレーション）[39]
- アルシュ(ARCHES®︎) 公式サイトギャラリー　作品およびプロフィール掲載[15]
- 産経新聞社『絵師100人展 14』水彩原画展示、サイン会[9]
- ggGALLERY ポップアップストア inマルイシティ横浜（株式会社マイム・コーポレーション）[40]
- ggGALLERY ポップアップストア in 新宿マルイアネックス（株式会社マイム・コーポレーション）[41]
- 優子鈴×ドン・キホーテ　秋葉原ドンキCreatorFes（株式会社灯白社）[42]
- 大垣書店京都本店　イラストフェスSP in関西　サイン会、原画展示[43]
- 産経新聞社『絵師100人展 14 大阪展』サイン会[9]
- 産経新聞社『絵師100人展 15』水彩原画・ボード絵・壁の絵展示、サイン会[44]

### その他実績
- 水彩紙PRアンバサダー（マルマン株式会社）[6]
- 『Princess Letter(s)! フロムアイドル（プリレタ）』2021秋シーズンビジュアル(松竹株式会社)[45]
- グッズコラボ（株式会社ヴィレッジヴァンガード）[46]
- Mobageアバターコラボガチャ（株式会社クレイテックワークス）[47][48]
- メルメリィマーケット アンテナショップVol.4 招待作家[49]
- アパレルデザインコラボ（株式会社フェイバリット）[50]
- ABEMA NEWS 週刊buzz動画　放送[51]
- スケッチブックコラボ（Odom Paper社・ベトナム）[6]
- VTuberあるか様 グッズコラボ（オリジナルラボ株式会社）[52]
- 『黒岩メダカに私の可愛いが通じない』 新刊発売記念イラスト 週刊少年マガジン掲載（株式会社講談社）[53]
- ローソンプリントイラストブロマイド（株式会社ダブルカルチャーパートナーズ）[54]
- 『ILLUSTRATION2023×SUZURI』 グッズコラボ企画[22]
- Mobageアバターコラボガチャ 第2弾（株式会社クレイテックワークス）[47]
- 株式会社丸善美術商事　公式アンバサダー就任[14]
- GRATS! カードスリーブ デザインコラボ[55]
- LINE着せかえ 優子鈴Vol.1（株式会社インクルーズ）[56]
- コラボ商品 線画付きシュミンケ（Schmincke）ドットパレット（株式会社丸善美術商事）[14]
- LINE着せかえ 優子鈴Vol.2（株式会社インクルーズ）[57]
- 『神保町画材マーケット』メインビジュアル（株式会社文房堂）[58]
- バーチャルシンガー花譜『背景、夏に溺れる』MVイラスト（株式会社THINKR）[59]
- 『レスレリーナのアトリエ』応援イラスト（株式会社コンフィデンス・インターワークス）[60]
- 和紙製文庫本カバー コラボ（吉樂株式会社）[6]
- コラボ商品　シュミンケ絵の具セット 2種（株式会社丸善美術商事）[14]
- GiGO × pixiv クリエイターズクレーン　コラボ景品（株式会社ピクシブ）[61]
- GRATS! カードスリーブ 優子鈴コレクション　デザインコラボ　第二弾[6]
- 阪神梅田本店 Morozoff、FRUiT　コラボスイーツ[62]
- ミニストッププリントイラストブロマイド（株式会社ダブルカルチャーパートナーズ）[63]
- グッズデザインコラボ（株式会社HOPELY）[64]
- 『プロジェクトセカイ カラフルステージ! feat. 初音ミク』東雲絵名 誕生日イラスト（株式会社Colorful Palette）[65]
- スケッチブックコラボ 第3,4弾（Odom Paper社・ベトナム）[6]
- 優子鈴×くじクリフ　オリジナルグッズ制作（株式会社ブリッジ）[66]
- LINE着せかえ 優子鈴Vol.3（株式会社インクルーズ）[67]